# اسپرسی سوری
اسپرسی سوری، اسپرسی کرندی (نام علمی: Hedysarum varium) نام یک گونه از سرده اسپرسی است.